# Valle Carbajal

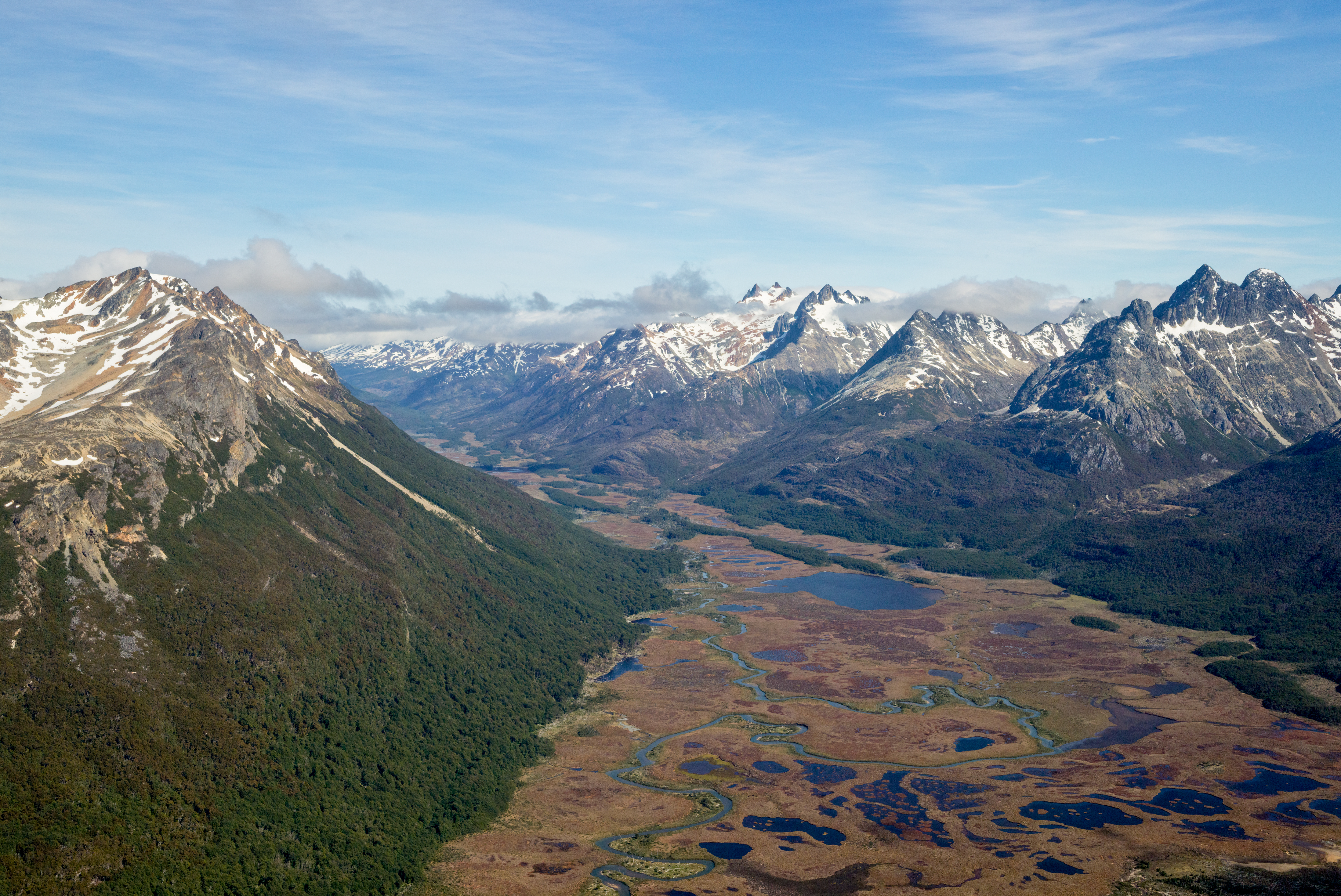
Vista aérea del valle Carbajal.

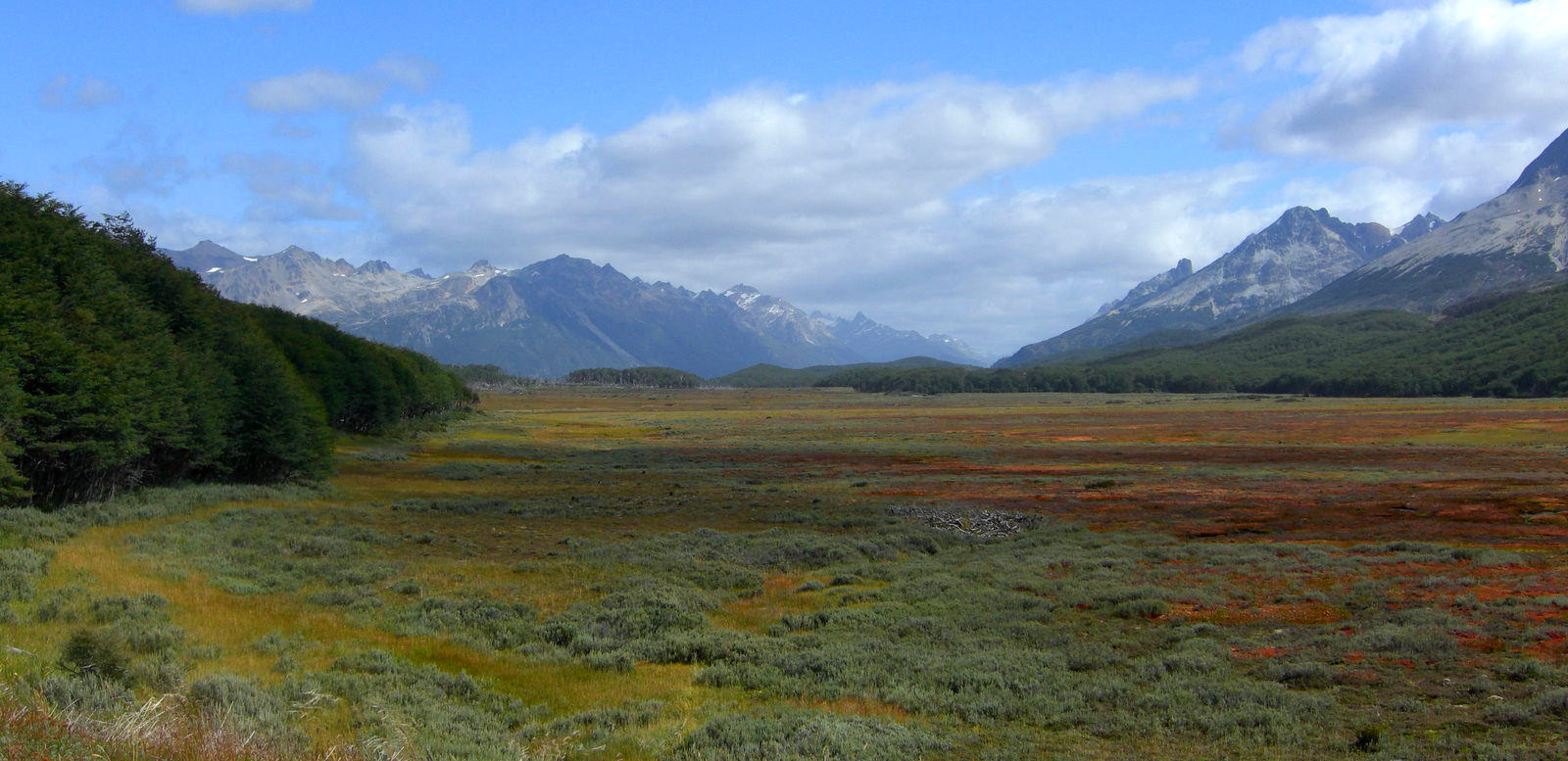
Valle Carbajal.

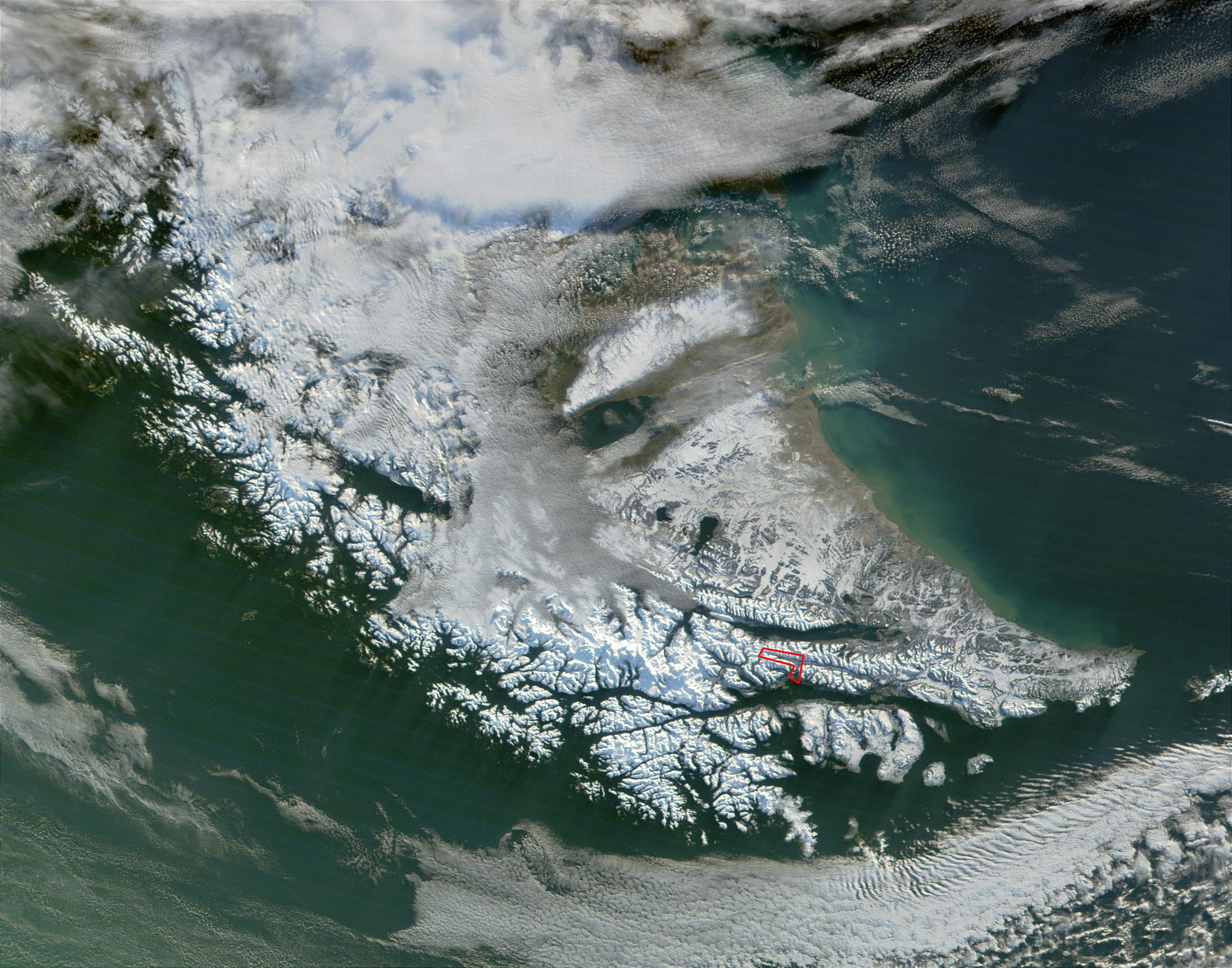
El valle Carbajal está marcado en rojo en esta vista de satélite de Tierra del Fuego.

El valle Carbajal es una depresión localizada en la provincia argentina de Tierra del Fuego, Antártida e Islas del Atlántico Sur. El valle es de origen glaciar y la actualidad está recorrido por el río Olivia, el más caudaloso de los cauces cercanos a Ushuaia.
Parte del valle está encuadrado dentro de la reserva natural Valle Tierra Mayor desde 1994, de esta forma se protegían sus bosques y turberas.
La ciudad más cercana es Ushuaia. Está insertado dentro de la cordillera de los Andes fueguinos desde el oeste al este, en el norte la sierra Alvear lo delimitan y separan del lago Fagnano, y al sur otra línea de montañas le separan del canal Beagle hasta que gira al sur y llega a su desembocadura, dejando al oeste la sierra Sorondo. En el punto de giro al sur se une con el valle de Tierra Mayor, que continúa en esa dirección este vertiendo en el canal de Beagle cerca de Estancia Harberton.
El valle está ocupado en gran parte por turberas y el río Olivia forma meandros.